# Umweltbilanz von Elektroautos
Die Umweltbilanz von Elektroautos ist die systematische Bewertung der Umweltauswirkungen von Elektroautos. Wichtige Faktoren sind der Beitrag zum Treibhauseffekt (CO2-Bilanz), der Energiebedarf, die Rohstoffbilanz und weitere Umweltauswirkungen etwa hinsichtlich Feinstaub-, Stickoxid- und Lärmbelastung. Dabei unterscheidet man zwischen der direkten Belastung bei der Fahrzeugnutzung und der indirekten Belastung, die den gesamten Lebenszyklus des Fahrzeugs hinsichtlich der Umweltauswirkungen einschließt. Neben den absoluten Zahlen spielt vor allem der relative Vergleich zu Fahrzeugen mit Verbrennungsmotor eine wichtige Rolle. Daten hierzu können zum Beispiel über umfassende Lebenszyklusanalysen gewonnen werden, die von der Produktion des Fahrzeuges über den Betrieb bis zum Recycling die Umweltauswirkungen systematisch erfassen.
Während Elektroautos verglichen mit gleichwertigen Verbrennern schwerer sind und bei der Herstellung mehr Ressourcen benötigen, sind sie im Betrieb deutlich energieeffizienter und haben daher insgesamt einen geringeren Treibhauseffekt. Der Weltklimarat IPCC hielt fest, dass Fahrzeuge mit elektrischem Antrieb, die mit Strom aus emissionsarmen Quellen angetrieben werden, über ihren gesamten Lebenszyklus das größte Klimaschutzpotential aller landgebundenen Transporttechnologien besitzen.

## CO2-Bilanz
CO2-Emissionen entstehen beim Elektroauto nicht im Auto selbst, sondern bei der Stromerzeugung sowie bei der Herstellung des Fahrzeugs und insbesondere des Akkus. Die Umweltbilanz von Automobilen wird oft nur auf den direkten Energie- bzw. Kraftstoffverbrauch (Tank-to-Wheel = vom Tank zum Rad) und Emissionen von Schadstoffen oder klimaschädigenden Gasen bezogen. Weiter greift eine Well-to-Wheel-Analyse (von der Quelle zum Rad), die auch Wirkungsgrade und Emissionen für die Bereitstellung der Energie enthält. Umfassendere Vergleiche setzen auf eine Lebenszyklusanalyse (life cycle assessment, „LCA“). Teil dieser Bilanz sind u. a. auch der Herstellungs- und Entsorgungsaufwand für das Fahrzeug, die Bereitstellung der Antriebsenergie und Lärmemissionen.

### Studienlage zur Klimawirkung im Fahrzeugbetrieb
Nach einer Studie des BDEW fuhren Elektroautos mit deutschem Strommix im Jahr 2018 mit 60 Prozent weniger CO2-Ausstoß als vergleichbare Autos mit Benzin- oder Dieselmotor.
Laut einer Studie des Alternative Fuels Data Center des Energieministeriums der USA belief sich 2015 der jährliche CO2-Ausstoß eines durchschnittlichen Elektrofahrzeuges in den USA auf rund 2,2 Tonnen (Gesamtenergiebetrachtung, Well-to-Wheel, bei 19.000 km Fahrleistung). Der Ausstoß variierte je nach Emissionsintensität der Stromerzeugung zwischen kaum 0,5 kg in Vermont bis zu 4,3 Tonnen in West Virginia bei Stromerzeugung aus Kohle. Dagegen stieß ein durchschnittliches Verbrennungsfahrzeug bei gleicher Fahrleistung 5,2 Tonnen CO2 aus.
Elektrofahrzeuge verlagern je nach Primärenergieeinsatz Emissionen für ihren Betrieb vom Fahrzeug weg zu den Orten, an denen der Strom für ihren Betrieb produziert wird. Diese lassen sich reduzieren, wenn emissionsfreie Primärenergien beispielsweise aus erneuerbaren Energien eingesetzt werden. Bei Verbrennungsmotoren fallen nach einer Shell-Studie 15–20 % der CO2-Emission im Bereich Herstellung und Bereitstellung von Kraftstoffen an.
Eine Untersuchung von 2014 kommt zu dem Schluss, dass sich die Herkunft des Stroms, mit dem die Batterien geladen werden, zu mehr als zwei Dritteln in der Ökorechnung niederschlägt.

#### Bewertung nachGrenzstrom/MarginalstromoderDurchschnittsstrom
Die überwiegende Zahl der Publikationen setzt für die Emissionen der Stromerzeugung den „Durchschnittsstrom“ an, der das Verhältnis wiedergibt, in welchem Maße die verschiedenen Energieträger in der betrachteten Region und dem betrachteten Zeitraum zur Stromerzeugung beitragen. Diese Werte sind in der Regel leicht verfügbar und einfach zu berechnen und gelten als Standard in der Ökobilanzierung.
Ein Teil der Wissenschaft hält diese Berechnung für falsch. Es wird gefordert, den Strom für Elektroautos mit einem „Grenzstrommix“ zu bewerten, der jeweils die Energiequellen repräsentiert, die notwendig sind, um den für ein betrachtetes E-Auto benötigten Strom zusätzlich zum für andere Anwendungen benötigten Strom zu erzeugen. Diese Energiequellen sind jedoch nicht exakt bestimmbar und es gibt unterschiedliche Annahmen, aus welchem Strommix dieser Grenzstrom besteht. In einem Extremfall wurde angenommen, dass der Grenzstrommix bis zum vollständigen Abschluss der Energiewende praktisch nur aus dem jeweils umweltfeindlichsten Strom einer Region bestehe, da der durch Elektroautos erhöhte Strombedarf die Verdrängung dieser Energiequellen durch umweltfreundlichere Energiequellen verhindere oder verzögere. Zum Teil wird daraus sogar der Schluss gezogen, dass heute hergestellte Elektroautos während ihrer Lebensdauer niemals den Break-even-Point erreichen und daher dauerhaft umweltschädlicher als Verbrennerfahrzeuge seien.
Andere Wissenschaftler widersprechen dieser Argumentation:
- Der EU-Emissionshandel lasse keine Ausweitung der Verstromung von fossilen Energieträgern zu, ohne dass die Industrie zusätzliche Einsparungen im gleichen Umfang erziele.[10] Der Kohleausstieg sei in Deutschland politisch beschlossen und würde durch mehr Elektroautos nicht verzögert, sondern diese erhöhten nur den Druck und die finanziellen Anreize zum beschleunigten Ausbau erneuerbarer Energien.[11]
- Man könne aus demselben Grund auch nicht mit Dekarbonisierung von Verkehr und Wärmeerzeugung bis zum Abschluss der Energiewende warten; ohne einen Hochlauf der Stromnachfrage entstehe ein Henne-Ei-Problem. Die Dekarbonisierung muss daher zeitgleich mit der Umstellung der Energiequellen vorangetrieben werden.[8]
- Die Annahme, dass zusätzlicher Strombedarf nur mit der jeweils umweltfeindlichsten Technologie (zzt. Braunkohle) gedeckt würde, entspreche nicht der Realität. Wann welche klimaschädlichen Energiequellen reduziert werden, messe sich auch an Kriterien wie Wirtschaftlichkeit, politischer Willensbildung und Versorgungssicherheit.
- Zudem können Elektroautos durch ihre Stromspeicher und die gesteuerte, insbesondere auch bidirektionale, Beladung dazu dienen, die stark schwankend produzierten Energiequellen Photovoltaik und Windkraft besser auszunutzen. Dies sei mit steigendem Anteil erneuerbarer Energien unverzichtbar, um fossile Energieträger zu verdrängen.[11][12] Bereits heute gibt es regelmäßig Zeiten, in dem mehr Strom aus erneuerbaren Energien (EE) zur Verfügung steht, als benötigt wird, so dass EE-Anlagen abgeschaltet werden müssen und fossile Kraftwerke nur noch ihre technische Minimalleistung bereitstellen. Diese Zeiten werden mit weiterem EE-Ausbau erheblich zunehmen und erlauben dann eine auch nach Grenzstromansätzen klimaneutrale Beladung von Autos. Durch die bereits begonnene Einführung dynamischer Stromtarife werden finanzielle Anreize geschaffen, das Auto bevorzugt dann zu laden, wenn dies nicht oder nur sehr wenig zu zusätzlichen Emissionen von fossilen Kraftwerken führt.
- Ein überproportional hoher Anteil der Elektrofahrzeuge würde zudem mit einer eigenen Photovoltaikanlage beladen und die Elektromobilität schaffe bei Verbrauchern zusätzliche Anreize zur Errichtung einer solchen Anlage.[11]
- Des Weiteren müsste man bei einer Grenzbetrachtung für die Stromerzeugung dann auch auf Verbrennerseite die Ölproduktion für fossile Kraftstoffe mit den jeweils klimafeindlichsten Verfahren bewerten. So führe Öl aus Fracking beispielsweise zu erheblich höheren Treibhausgasemissionen je Liter als im Durchschnitt.[11] Dies gelte auch für die teils als klimafreundliche Alternative vorgeschlagene Erzeugung von Wasserstoff und E-Fuels.
- Die Grenzstromemissionen ließen sich auch nicht klar einem Verursacher zuordnen. Es sei willkürlich, diese nur der Elektromobilität zuzuordnen und nicht zum Beispiel der Erdölindustrie. Man könne im Prinzip für jeden Stromverbraucher mit nicht-elektrischen Alternativen (zum Beispiel Gasherde statt E-Herde, fossile Heizungen statt Wärmepumpen) so argumentieren und ihm den Grenzstrom zuordnen.[13] Dies erzwinge, eine Rangfolge der Stromnutzungen zu erstellen und diese wissenschaftlich zu begründen; keine wissenschaftliche Publikation habe dies je gewagt.[14][12]

### Studienlage zu Klimawirkung der Batterieproduktion
Bei der Herstellung der Akkumulatoren entsteht Kohlenstoffdioxid. Studien in der peer-reviewten Literatur kommen dabei auf Werte von etwa 70 kg bis 75 kg CO2 pro kWh Akkukapazität. Eine Studie für das schwedische Umweltministerium aus dem Jahr 2017 nannte hingegen Werte von 150 bis 200 Kilogramm Kohlendioxid pro kWh Akkukapazität. Electrify-BW kritisiert die Darstellung der schwedischen Studie aufgrund fehlender Grundannahmen. Die Studie und ihre Ergebnisse wurden vielfach aufgegriffen, obwohl ihre Datenbasis bereits bei Publikation veraltet war. Unter anderem schrieben manche Medien E-Autos pauschal einen sehr großen CO2-Rucksack zu, worauf die Autoren in einer extra dafür herausgegebenen Pressemitteilung erklärten, dass die Medien die Studie vielfach falsch zitieren. Die Studie mache nur eine Angabe von 150 bis 200 kg CO2 pro kWh Akkukapazität, was ein aktueller Durchschnittswert sei. Dieser lasse sich leicht reduzieren, z. B. durch vermehrten Einsatz erneuerbarer Energien bei der Akkuproduktion. Vergleiche mit Autos mit Verbrennungsmotor enthalte die Studie nicht. 2019 erschien ein Update der sog. „Schweden-Studie“, bei dem die Autoren ihre 2017 genannten Werte auf Basis aktuellerer Literatur auf etwa die Hälfte der ursprünglichen Werte nach unten korrigierten. Demnach beträgt der CO2-Ausstoß bei der Herstellung des am häufigsten verwendeten NMC-Typs etwa 61 bis 106 kg CO2-Äquivalente. Insgesamt entfallen nach einer Studie von 2010 bei Elektroautos etwa 15 % des gesamten Umwelteinflusses auf die Herstellung der Akkumulatoren.

### Studienlage zur Klimawirkung über den Lebenszyklus
2020 erschien in der Fachzeitschrift Nature Sustainability eine Studie, die die CO2-Bilanz von E-Autos über den gesamten Lebenszyklus (d. h. Herstellung, Betrieb und Recycling) sowohl für das Jahr 2015 als auch die Zukunft analysierte. Die Autoren studierten dabei zunächst die Bilanz im weltweiten Durchschnitt und teilten die Welt schließlich in 59 Regionen auf, die sie dann einzeln analysierten, um regionale Unterschiede zu erkennen. Dabei kamen sie zum Ergebnis, dass bereits im Jahr 2015 die Nutzung eines durchschnittlichen E-Autos verglichen mit einem durchschnittlichen fossil angetriebenen Auto deutlich weniger Kohlendioxid produziert hätte. Demnach waren E-Autos immer dann klimafreundlicher als Verbrenner, wenn Strom getankt wurde, bei dessen Produktion weniger als 1100 g CO2/kWh anfiel. Mehr als 90 % der Weltstromerzeugung liegen unter diesem Emissionslevel. Insgesamt kamen die Autoren zu dem Ergebnis, dass E-Autos bereits 2015 in 53 der 59 Regionen weltweit mit zusammen 95 % des Straßenverkehrsaufkommens klimafreundlicher als Verbrenner gewesen seien. Im Durchschnitt lagen die Emissionen von E-Autos um 31 % unter denen von Verbrennern. Wenige Ausnahmen seien Länder wie Polen oder Estland, wo die Stromerzeugung vor allem auf der Verbrennung von emissionsintensiven fossilen Brennstoffen wie Ölschiefer oder Kohle beruht. Zudem werde sich der Klimavorteil von E-Autos in der Zukunft mit dem erwarteten Rückgang der Emissionen der Stromerzeugung noch weiter verbessern, sodass zukünftig auch die ineffizientesten E-Autos eine bessere Klimabilanz aufweisen würden als die effizientesten Verbrenner. Insgesamt würde der Umstieg auf E-Autos in den meisten Regionen weltweit fast sicher die Treibhausgasemissionen reduzieren, sogar unter der Annahme, dass diese Elektrifizierung des Verkehrs nicht gleichzeitig von einer Dekarbonisierung der Stromerzeugung begleitet würde.
Das Fraunhofer-Institut für System- und Innovationsforschung (ISI) veröffentlichte im Januar 2020 eine Studie, wonach ein Elektrofahrzeug in der Gesamtbilanz von Herstellungs-, Nutzungs- und Verwertungsphase über seine Lebensdauer 15 bis 30 % niedrigere Treibhausgasemissionen aufweist als ein vergleichbarer moderner konventioneller Pkw. Dies würde sich weiter verbessern mit dem Voranschreiten der Energiewende sowie mit dem ausschließlichen Einsatz erneuerbarer Energien in der Produktion von E-Pkws, bei der diese im Moment 70 bis 130 % höhere Treibhausgasemissionen verursachen als ein konventioneller Pkw. Fahrzeuge mit größerer Batterie, wie sie wegen der Reichweitenangst teilweise angestrebt werden, sind daher kritisch zu bewerten.
Das Umweltbundesamt in Österreich errechnete 2021 für ein mit 100 % Ökostrom geladenes Elektroauto der Kompaktklasse Gesamttreibhausgasemissionen von 80 g pro Kilometer. Darin enthalten sind sowohl die vor- und nachgelagerten (bzw. indirekten) Emissionen bei der Herstellung des Fahrzeugs und des Energieträgers als auch die direkten Emissionen aus dem Fahrbetrieb. Gegenüber rein fossil angetriebenen PKW, bedeutet das eine Reduzierung an Treibhausgasen von 67–79 %. Zum Vergleich benötigt ein ICE bei mittlerer Auslastung und derzeitigem Bahnstrommix Gesamttreibhausgasemissionen von 40 g pro Kilometer und Reisendem.
Eine Studie von 2018 kommt zu dem Schluss, dass Elektroautos inkl. Batterie bei einer Betrachtung des gesamten Produktlebenszyklus sowohl beim Energieverbrauch als auch beim Treibhausgasausstoß besser abschneiden als Fahrzeuge mit Verbrennungsmotor. Nur wenn ausschließlich Strom aus Kohlekraftwerken zum Betreiben des Elektrofahrzeuges dient und die Batterien in einer technologisch wenig fortschrittlichen Fabrik hergestellt werden, liegt die Treibhausgasbilanz von Elektroautos höher als bei Autos mit Verbrennungsmotor. Bei Nutzung des durchschnittlichen europäischen Strommix stoßen batterieelektrische Fahrzeuge je nach verwendetem Ansatz (vereinfachte Well-to-Wheel-Betrachtung oder vollständige Produktlebenszyklusanalyse) 44 bis 56 % bzw. 31 bis 46 % weniger CO2 aus als Fahrzeuge mit Verbrennungsmotoren. Hierbei ist zu berücksichtigen, dass der Anteil regenerativer Quellen im Strommix in den letzten Jahren zunimmt, wodurch sich diese CO2-Emissionen mittlerweile weiter vermindert haben.
Mercedes-Benz vergleicht in seiner 2014 veröffentlichten „Life cycle“-Umweltzertifikatsdokumentation sehr umfangreich die B-Klasse in Elektro- und Verbrennungsmotorausführung über den gesamten Lebenszyklus. Demnach verursacht die B-Klasse mit Elektroantrieb 27 % weniger CO2 als die Benzin-Variante (Annahme: damaliger EU-Strommix). Auch das deutsche Institut für Energie- und Umweltforschung Heidelberg (IFEU) untersuchte die Klimabilanz von Elektrofahrzeugen im UMBReLA-Projekt (Umweltbilanzen Elektromobilität).
Volkswagen vergleicht in einer Studie die CO2-Bilanz des Golf mit Benzin-, Diesel-, Erdgas- und Elektroantrieb unter Berücksichtigung des gesamten Lebenszyklus (u. a. 200.000 km, Primärenergiefaktoren, Deutscher Strommix, Herstellung Auto & Akku). Dabei kommt der E-Golf auf 120 g/km, der Diesel auf 140 g/km (Erdgasantrieb: 151 g/km; Benzin: 173 g/km). Durch die voranschreitende Energiewende in Deutschland extrapoliert die Studie für 2030 eine CO2-Bilanz von 95 g/km für das Elektrofahrzeug und 114 g/km für den Diesel, womit der Golf Diesel 20 % mehr CO2 verursacht als der vergleichbare E-Golf. Unberücksichtigt bleibt in der Studie jedoch aufgrund fehlender belastbarer Daten ein mögliches „second life“ der Batterie bzw. ggf. des Recyclings jener.
Das Öko-Institut veröffentlichte im August 2017 eine Studie, wonach die Elektromobilität bereits beim damaligen Strommix mit ca. 30 % erneuerbare Energien bei der Klimabilanz konventionellen Autos überlegen ist. In der Schweiz durchgeführte Untersuchungen der gesamten Ökobilanz bestätigen die Aussage, dass nur bei Betrieb mit reinem Kohlestrom die Umweltbilanz der Elektroautos schlechter als die von Fahrzeugen mit Verbrennungsmotor ausfallen kann. Dabei wurde die Vergleichsrechnung für moderne Lithium-Ionen-Akkumulatoren nicht abschließend betrachtet. Verbesserte Produktionsverfahren verringern den Herstellungsaufwand und verbessern die Ökobilanz der Elektroautos weiter.

#### Abhängigkeit von der Laufleistung des Fahrzeugs
Ein entscheidender Faktor bei der Bewertung der Klimawirkung von Autos allgemein ist der Anteil des Fahrzeugbetriebs am Gesamtlebenszyklus. Je größer die Lebensfahrleistung eines Autos ist, umso günstiger fällt dessen Bilanz bezogen auf Treibhauspotential pro gefahrenem Kilometer aus. Bei Elektroautos sinkt das Treibhauspotential mit zunehmender Lebensfahrleistung etwas stärker ab als bei Autos mit Verbrennungsmotor. Dieser Effekt wirkt sich im Lkw-Fernverkehr besonders stark aus, weil hier das Treibhauspotential bei der Akku-Herstellung besonders groß ist und gleichzeitig die zu erwartende Lebensfahrleistung mit 900.000 km relativ hoch ist. Umgekehrt ist das Treibhauspotential des Elektroautos auch in Relation zu Benzin- und Dieselautos umso größer, je geringer die Lebensfahrleistung des Autos ist.
Allerdings kommen Studien zu recht unterschiedlichen Angaben, ab wie vielen gefahrenen Kilometern ein Elektroauto eine bessere Klimabilanz hat als ein Auto, das mit fossilem Kraftstoff betrieben wird. So ergab eine Studie des VDI von 2023, dass Elektroautos nach 90.000 gefahrenen Kilometern eine bessere Gesamt-Klimabilanz hätten, während eine Studie des ADAC von 2022 diese Schwelle bereits bei 45.000 bis 60.000 km erreicht sah. Nach einer 2019 erstellten Studie des IFEU sei selbst bei der konservativen Annahme eines verfügbaren Strom-Mix' nach dem Stand von 2016 spätestens nach gefahrenen 150.000 km ein Klimavorteil des Elektroautos gegenüber Benzin- und Dieselantrieben erreicht. Die Einschätzung bezieht sich auf Autos der Kompaktklasse mit einer Akku-Kapazität von 35 kWh; bei Elektroautos mit 60 kWh Kapazität fällt die Bilanz ungünstiger aus. Eine klimaschonendere Batterieherstellung und ein dekarbonisierter Strommix könnten die Klimabilanz des Elektroautos noch deutlich verbessern. Als Herausforderung wird die notwendige Verbesserung der Batterie-Herstellung gesehen, weil die angestrebte Vergrößerung der Reichweite und Batteriekapazität von Elektroautos sich nachteilig auf die Klimabilanz auswirken könnte.
Laut einer Studie der Technischen Universität Eindhoven verursacht ein E-Auto ca. 65 % weniger CO2 als ein vergleichbares Fahrzeug mit Verbrennungsmotor. Ein Tesla Model 3 hat gegenüber einem Mercedes C 220d seinen durch die Batterieproduktion bedingten CO2-„Rucksack“ bereits nach 30.000 km egalisiert.

## Direkte Fahrzeugemissionen
Reine Elektroautos sind emissionsfreie Fahrzeuge. Sie stoßen keine Abgase aus und werden dadurch in der jeweils höchsten CO2-Effizienzklasse eingeordnet. Diese Bewertung vergleicht die Fahrzeuge nur abhängig vom Gewicht und den Emissionen im laufenden Betrieb. Sie dürfen uneingeschränkt in deutschen Umweltzonen verkehren und erfüllen zum Beispiel auch die „Zero-Emission-Vehicle“-Vorschriften, die in Kalifornien seit 1990 zur Luftreinhaltung gelten.

### Feinstaub
Der Straßenverkehr ist einer der Hauptverursacher für Feinstaub, der zu schweren Atemwegserkrankungen führen kann. Feinstaub entsteht bei der Verbrennung von Benzin und Diesel, aus Abgasen entstehenden sekundären Aerosolen, bei Bremsvorgängen (Bremsstaub), sowie durch Reifenabrieb und die Aufwirbelung des Straßenstaubs. Die Emissionsfreiheit des Antriebs reduziert die Feinstaubbelastung durch Elektroautos deutlich. Energie-Rückgewinnungs-Systeme reduziert die Feinstaubbelastung durch Bremsabrieb um rund 80 %. Der auf Grund des üblicherweise höheren Gewicht der Elektroautos stärkere Abrieb an Reifen erhöht die Feinstaubbelastung aber wiederum.
Eine 2020 veröffentlichte Studie der OECD geht davon aus, dass in Summe die direkten Feinstaubemissionen durch Elektroautos sinkt. Die Partikelfreisetzung durch Reifenabrieb steigt dabei mit höherem Gewicht. In einem Langstreckentest über mehr als 30 000 Kilometer untersuchte Emissions Analytics die Reifen vom Typ Continental Contisport 6 an einer Mercedes C-Klasse. Die durch die Reifen verursachte Partikelmenge lag im Schnitt bei 76 mg/km. Sobald 570 kg mehr ins Auto zugeladen wurde, stieg der Wert sprunghaft auf bis zu 194 mg/km.
Feinstaub entsteht bei der Herstellung eines jeden Autos, insbesondere durch die Stahlherstellung. Der Materialeinsatz ist beim Elektroauto höher daher zeigen Berechnungen des Umweltbundesamts, dass – wenn die Herstellung der Fahrzeuge mit in die Berechnung einbezogen wird – das Elektroauto in der Summe mehr Feinstaub emittiert als ein Verbrenner. Allerdings ist bisher nicht untersucht, inwieweit die Bevölkerung dem Feinstaub bei der Herstellung ausgesetzt ist, denn die Stahlherstellung findet üblicherweise außerhalb von Stadtzentren in geschlossenen Räumen statt. Mit steigender Energiedichte der Batterien reduziert sich – bei vergleichbarer Reichweite – der Materialeinsatz bei der Herstellung der Batterien, sowie das Gewicht der Batterien und somit der Reifenabrieb im Betrieb.

### Lärm
Beim Straßenverkehrslärm lassen sich deutliche Lärmminderungen erreichen. Elektromotoren sind leise, da bei ihnen keine lauten Ansaug- und Auspuffgeräusche entstehen. Weniger Motorenlärm macht sich vor allem bei Omnibussen, Lastkraftwagen und motorbetriebenen Zweirädern bemerkbar. Die bei höheren Geschwindigkeiten dominierenden Reifen-Fahrbahn-Geräusche entsprechen denen üblicher Antriebe. Etwa 50 % der Bevölkerung sind derart durch Verkehrslärm beeinträchtigt, dass gesundheitliche Schäden zu befürchten sind. 15 % sind gefährdet, Herz-Kreislaufprobleme davonzutragen. Da Elektroautos bis etwa 40 km/h vom Lärm anderer Fahrzeuge übertönt werden und daher von Verkehrsteilnehmern wie Kindern, Radfahrern und sehbehinderten Fußgängern schlechter akustisch wahrgenommen werden können, haben Fahrzeughersteller 2012 begonnen, serienmäßig Geräte zur geschwindigkeitsabhängigen Abgabe von Warngeräuschen, sogenannte Acoustic Vehicle Alerting Systems (AVAS), einzubauen. Nach Japan und den USA ist auch in der EU der Einbau akustischer Warnsysteme ab dem 1. Juli 2019 gesetzlich für neue Fahrzeugtypen (und ab 1. Juli 2021 für alle Typen) vorgesehen. Hinter dieser Forderung stehen Verbände, die sehbehinderte Menschen vertreten.
Im März 2016 wurde für 50 Länder AVAS vorgeschrieben; bei einem Treffen der UNO-Arbeitsgruppe kamen im September 2016 in Genf Verhandlungspartner überein, dass ein vom Fahrzeuglenker aktivierbarer Pauseschalter für das Warngeräusch zu verbieten ist.

## Energieverbrauch
Wie beim Energieverbrauch sind genau die Betrachtungsgrenzen zu beachten und die Primärenergiefaktoren einzubeziehen. Diese können je nach Betrachtungsjahr, Ermittlungsverfahren, Stromanbieter, Land und weiteren Faktoren schwanken und ändern sich durch Veränderungen im Strommarkt zum Teil sehr dynamisch. Verschiedene Normen und Institutionen verwenden verschiedene Faktoren und nutzen abweichende Berechnungsverfahren. Als Basisangabe wird der Energiebedarf in kWh/100 km verwendet, der in einem genormten Fahrzyklus ermittelt wird (in Europa der NEFZ). Er bildet den Energieverbrauch zwischen Steckdose und Rad (Tank-to-Wheel) ab.  Eine Betrachtung dessen erfolgt im Abschnitt Verbrauch und Wirkungsgrad im Artikel Elektroauto.
Um den Wirkungsgrad des Gesamtsystems „Auto“ (Well-to-Wheel) im Rahmen des Fahrzeugbetriebs zu ermitteln, müssen auch die vorgelagerten Verluste bei Stromerzeugung, -wandlung und -übertragung betrachtet werden. Die Wirkungsgrade der traditionellen Stromkraftwerke sind in Bezug auf den Primärenergieeinsatz stark verschieden. Sie liegen je nach Kraftwerkstyp zwischen 35 % (Braunkohlekraftwerk) und 60 % (GuD-Kraftwerk). Außerdem zu berücksichtigen sind Transformations- und Leitungsverluste im Stromnetz. Daher liegt der Primärenergieverbrauch eines Elektroautos beim Laden am öffentlichen Stromnetz (Strommix) höher als der Stromverbrauch „ab Steckdose“. Diese Gesamtbetrachtung wird in einem Primärenergiefaktor ausgedrückt, der mit dem reinen Fahrzeugverbrauch multipliziert wird. Die Ermittlung dieses Faktors kann durch verschiedene Betrachtungsgrenzen, Zeiträume, Berechnungsgrundlagen und dynamische Entwicklungen im Energiemarkt sehr unterschiedlich ausfallen, was beim Vergleich verschiedener Systeme relevant wird.
Seit 2016 wird für die Stromerzeugung in Deutschland gemäß Energieeinsparverordnung (EnEV) ein Primärenergiefaktor von 1,8 angesetzt. Davor war seit 2009 der Faktor 2,6 gültig, der zum 1. Mai 2014 bereits auf 2,4 gesenkt worden war. Durch den Umbau der Stromversorgung im Zuge der Energiewende ändert sich der Primärenergieeinsatz weiterhin. Bei lokalen Betrachtungen, speziellen Stromtarifen und in anderen Ländern gelten entsprechend dem verwendeten Strommix andere Werte. Beispielsweise sind in Österreich Förderungen für Elektroautos an den Nachweis eines primären Einsatzes von Strom aus 100 % erneuerbaren Energieträgern gebunden.
Noch weiter gefasst ist der Gesamtenergieverbrauch über den gesamten Lebenszyklus, der auch Energiebedarf für Rohstoffgewinnung, Herstellung des Fahrzeugs sowie das Recyling einbezieht. In einer Studie für die Europäische Umweltagentur aus dem Jahr 2016 geben das Öko-Institut und das Forschungsunternehmen Transport & Mobility Leuven an, dass zur Herstellung eines Elektroautos 70 Prozent mehr Energie verbraucht wird als bei der Herstellung eines konventionellen Fahrzeugs, während der Energiebedarf im Betrieb viel geringer sei.

### Vergleich Benzin- und Dieselfahrzeuge
Berücksichtigt man die Verluste bei Gewinnung, Raffinierung, Erkundung, Bohrung und Transport/Bereitstellung der fossilen Kraftstoffe (Well-to-Tank), so ergeben sich nach einer Schweizer Studie aus 2008 die Wirkungsgrade für die Bereitstellung von Benzin 77,5 %, Diesel 82 %, Erdgas 85 % (Primärenergiefaktoren von 1,29/1,22/1,17). Die deutsche Energiesparverordnung gibt den Wert nach Schätzungen mit 1,1 an. Zu diesen Bereitstellungsverlusten kommen nach Schätzungen von 2001 bauartbedingte Verluste im Auto (Tank-to-Wheel) hinzu. Diese sind bei Verbrennungsmotorantrieben aufgrund des geringen Wirkungsgrades (bei idealem Betrieb des Ottomotors liegt der Motorwirkungsgrad bei 36 %), der ineffizienten Kaltstartphase sowie des Teillastbetriebs viel höher als bei Elektroantrieben. Rechnet man den direkten Kraftstoffverbrauch in kWh/100 km um, so ergeben sich sehr viel höhere Werte als bei Elektrofahrzeugen.
Legt man nun den idealen Motorwirkungsgrad bei Verbrennungsmotoren zu Grunde, so kommt man bei Ottomotoren auf einen Primärenergiefaktor von 3,58 bei einer Betrachtung von Well-to-Wheel. Dieselmotoren schneiden dabei mit einem Primärenergiefaktor von 2,97 (PKW) bzw. 2,71 (NFZ) etwas besser, aber immer noch schlechter als Elektrofahrzeuge ab.

### Vergleich Brennstoffzellenfahrzeug
Auch Brennstoffzellenfahrzeuge besitzen einen geringeren Gesamtwirkungsgrad als reine Elektrofahrzeuge. Diese benötigen zum Beispiel zusätzlich einen Wasserstoffspeicher. Die Gewinnung des Wasserstoffes und die Speicherung (bis 700 bar Kompression oder Verflüssigung bis ca. −253 °C) ist sehr energieaufwendig. Wird der Wasserstoff aus regenerativen Energien durch Elektrolyse erzeugt, betragen die addierten Verluste aus Elektrolyse und Kompression auf 700 bar 35 %. Zusammen mit dem Stromerzeugungswirkungsgrad der Brennstoffzelle von etwa 60 % ergeben sich Verluste von etwa 61 % auf dem Weg vom Stromerzeuger bis zum Antriebsmotor im Fahrzeug. Für denselben Weg betragen die Lade- und Entladeverluste eines Lithium-Ionen-Akkumulators nur 10 bis 20 %. Die Energieverluste eines Brennstoffzellenfahrzeugs sind deshalb höher als die eines rein batteriebetriebenen Elektroautos. Daher sind die Energiekosten reiner Batterie-Elektrofahrzeuge deutlich geringer als bei Brennstoffzellenfahrzeugen mit Wasserstofferzeugung über elektrischen Strom (Elektrolyse). Sonnenenergie gibt es in Hülle und Fülle, sie müsse nur genutzt werden, die Natur sei auch nicht energieeffizient, so Robert Schlögl vom Max-Planck-Institut für Chemische Energiekonversion in Mülheim a.d. Ruhr. Der große Nachteil von Wasserstoff ist seine schlechte Transportierbarkeit. Aber auch andere Kraftstoffe wie Ammoniak können mit regenerativer Energie klimafreundlich gewonnen werden und mit Brennstoffzellen E-Mobile antreiben. Das Fraunhofer-Institut für Solare Energiesysteme (ISE) kommt im Jahr 2019 in einer durch einen Wasserstofftankstellenbetreiber beauftragten Untersuchung zum Lebenszyklus-Vergleich beider Antriebe zu dem Schluss, dass Brennstoffzellenfahrzeuge unter bestimmten Bedingungen eine günstigere Klimabilanz in Bezug auf Treibhausgas-Emissionen aufweisen können als Elektrofahrzeuge.
Diese Auftragsstudie wurde in der Fachwelt stark kritisiert.
Ein Vergleich mit Fahrzeugen mit Wasserstoffverbrennungsmotor fällt noch ungünstiger für Letzteren aus, weil der Wirkungsgrad solcher Motoren deutlich niedriger liegt als beim Brennstoffzellenauto.

## Rohstoffbedarf
Elektroautos haben im Vergleich zu Autos mit Verbrennungsmotor einen größeren Bedarf an Rohstoffen, die die EU den kritischen Rohstoffen zurechnet, darunter Lithium, Kobalt und Graphit. Diese Klassifizierung beruht vorrangig auf geopolitischen Erwägungen und besagt, dass bei diesen Rohstoffen aus EU-Sicht ein Risiko für die Versorgungssicherheit besteht. Dies hat auch umweltpolitische Dimensionen. Einerseits ist die Gewinnung und Veredelung dieser Rohstoffe auf wenige Zentren der Welt fokussiert, was das Risiko für Verteilungskämpfe und Kriege erhöht. Andererseits ist es umso schwerer, ökologische und soziale Standards bei der Rohstoffgewinnung durchzusetzen. Manche Elektroautos benötigen auch seltene Metalle wie Neodym. Nach einer Studie des Instituts für Energie- und Umwelttechnik schlägt sich in der Ökobilanz des Elektrofahrzeugs zu knapp einem Drittel der Materialbedarf für die Batterien nieder.
Die Elektroautos mit mehr als 150 km Reichweite, die seit den 2010er-Jahren gebaut werden, nutzen bisher meist Akkus mit Lithiumtechnologie (siehe hier). Nicht nur aus Umweltschutzgründen gibt es umfangreiche Bestrebungen, die Abhängigkeit von Lithium zu verringern. Ende 2023 haben chinesische Hersteller erstmalig die Produktion von Elektroautos hochgefahren, bei denen der Lithium-Bedarf durch das unbedenklichere Natrium ersetzt wurde (Natrium-Ionen-Akkumulator). Auch europäische Hersteller wie Volkswagen arbeiten daran.
In Medien werden häufig die Auswirkungen der Rohstoffgewinnung auf Umwelt und Menschen kritisiert. Bei der Gewinnung des Rohstoffs Lithium würden durch Raubbau am Grundwasser zum Beispiel ganze Landstriche Südargentiniens in die Wüstenbildung getrieben und Zehntausenden einheimischer indigener Bevölkerung ihre basalen Lebensgrundlagen geraubt. Diese Berichte erfahren auch Gegenkritik. Eine Veröffentlichung des Institute of Technology Carlow kommt zu dem Schluss, dass der Abbau von Lithium keine Umweltauswirkungen habe, die im Metallbergbau ungewöhnlich sind, und es wie bei anderen Formen des Bergbaus auch lediglich entsprechender Regulierung bedürfe, um die Gewinnung umweltfreundlich zu halten. Im Norden Portugals, wo die Gewinnung von Lithium vorbereitet wird, gibt es starken Widerstand von Umweltschützern.
Laut Maximilian Fichtner, Direktor am Ulmer Helmholtz-Institut für elektrochemische Energiespeicherung, werden für das Lithium einer Batterie mit 64 kWh Kapazität nur 3.840 Liter Wasser verdunstet – weniger als für die Herstellung von 11 Avocados.
Bei Kobalt liegt das Hauptabbaugebiet mit 60 % in der Demokratischen Republik Kongo, davon zu 80 % als Nebenprodukt des industriellen Kupferbergbaus; bis zu 20 % des abgebauten Kobalts werden im Kleinbergbau gefördert. Der Kleinbergbau fördert Kinderarbeit, arbeitet mit wenig oder gar keinen Sicherheitsvorkehrungen und resultiert unter anderem in direktem Kontakt von Arbeitern mit Schwermetallen (insbesondere Uran) im Gestein, stellt jedoch andererseits eine wichtige Lebensgrundlage für die lokale Bevölkerung dar.

## Akkumulator-Recycling
Das Recycling von ausgedienten Lithium-Ionen-Akkumulatoren benötigt noch viel Energie, was bisher wirtschaftlich unrentabel ist. Schon die Demontage kann durch die vielen unterschiedlichen Batteriesysteme noch nicht automatisiert erfolgen.
Für das Recycling der Elektroauto-Akkus gibt es unterschiedliche Ansätze wie das Einschmelzen oder das mechanische Aufbereiten. Bei letzterem Verfahren sei aktuell eine stoffliche Recycling-Quote von über 90 % möglich, wobei dadurch der CO2-Fußabdruck der Herstellung um bis zu 40 % reduziert werden könne. Forscher des Fraunhofer-Instituts arbeiten gemeinsam mit Industriepartnern seit 2016 an einem neuen material- und energieeffizienten Recyclingverfahren, in dessen Zentrum die elektrohydraulische Zerkleinerung mittels Schockwellen steht.
In einer Studie des Fraunhofer-Instituts für System und Innovationsforschung (ISI) aus dem Jahr 2020 wird der voraussichtliche Ertrag bei der Demontage auf 210 bis 240 Euro pro Tonne Batterien geschätzt. Die Hälfte des Ertrags entfalle auf Aluminium, ein Viertel auf Stahl und ein weiteres Viertel auf Kupfer. Das eigentliche Zellrecycling sei jedoch deutlich komplexer und es waren hierfür noch keine genauen Zahlen verfügbar. Zusätzlich werde das Problem erschwert durch die unterschiedlichen Bauweisen der Batterien. Ebenso unsicher sei die Umweltbewertung des Recyclingprozesses, lediglich Labordaten sprächen für eine Treibhausgasreduzierung.
Gebrauchte Akkumulatoren aus Elektrofahrzeugen, die noch funktionsfähig sind, jedoch nicht mehr ihre volle Leistungsfähigkeit besitzen, sind als Stromspeicher für die Industrie oder Einfamilienhäuser mit Photovoltaikanlagen nutzbar. Beispielsweise werden gebrauchte Akkus aus BMW i3 im Fährterminal des Hamburger Hafens als Großspeicher mit einer Kapazität von zwei Megawatt zum Ausgleich von Schwankungen bzw. Bedarfsspitzen im Stromnetz von Hamburg eingesetzt. Die Produktionsverfahren der Automobilhersteller mit ihrem Kostensenkungspotential können so auch andere Bereiche der Energiewirtschaft beeinflussen.

### Gesetzliche Vorgaben
Die Verwertung von Lithium-Ionen-Batterien (LIB) aus Altfahrzeugen wird innerhalb der Europäischen Union durch die Richtlinien 2000 / 53 / EC und 2006 / 66 / EC geregelt. Erstere befasst sich mit der Verwertung von Fahrzeugen am Ende ihres Lebenszyklus. Für Teile mit erhöhtem Gefährdungspotenzial wie der Batterie eines E-Fahrzeugs sind der Ausbau und eine getrennte Handhabung vorgeschrieben. Diese wird in der Batterierichtlinie 2006 / 66 / EC reglementiert, welche eine erweiterte Herstellerhaftung für Batterieproduzenten vorsieht. Diese müssen für alle Kosten des Sammel-, Aufbereitungs- und Recyclingsystems aufkommen. Fahrzeugbatterien werden darin als Industriebatterien geführt. In Bezug auf das Recyclingverfahren fallen LIB unter die Kategorie „sonstige Batterien“, für die lediglich ein Recyclinganteil von 50 % des durchschnittlichen Gewichts gilt. Für das Recycling beschädigter E-Auto-Akkus, beispielsweise hervorgerufen durch Verkehrsunfälle, fehlen hingegen noch technisch und rechtlich klare Vorgaben.
Die 2023 verabschiedete EU-Batterieverordnung 2023/1542, schreibt für alle Batterien und somit auch Akkus von Elektroautos unter anderem künftig hohe Recyclingquoten für Lithium, Kobalt, Nickel und Kupfer vor.

### Anlagen in Europa
Die Anlage des Unternehmens Redux in Bremerhaven kann 10.000 Tonnen pro Jahr sämtlicher Arten von Lithium-Ionen-Batterien verarbeiten. Eine weitere große Recyclinganlage ist derzeit die Umicores LIB-Recyclinganlage, die 7.000 Tonnen pro Jahr (2018) behandelt. Ende Januar 2021 nahm Volkswagen im Volkswagenwerk Salzgitter eine Pilotanlage für das Recycling von Hochvolt-Batterien in Betrieb, die 3.600 Batterien (1.500 Tonnen) pro Jahr verarbeiten kann. Aktuell werden Batterien aus Test- und Unfallfahrzeugen verarbeitet; sie soll etwa 2030 hochgefahren werden und ist ausbaubar.

## Umweltauswirkungen in der Gesamtbetrachtung
Umweltrelevante Wirkungsbereiche des Elektroautos wurden in ihrer Gesamtheit im Rahmen einer Ökobilanzierung nach ISO 14040 und ISO 14044 in einer Studie des Umweltbundesamts von Februar 2024 analysiert. Besonders große Umwelteinflüsse von Autos allgemein wurden bezogen auf Treibhauspotential, Feinstaubbelastung, Versauerung und aquatische Eutrophierung identifiziert, wobei „die Reduktion von Klimagasemissionen aus dem Verkehr die zentrale Herausforderung“ sei. Insgesamt wurden 11 Kategorien untersucht, darunter auch photochemische Ozonbildung (Sommersmog), Frischwasserbedarf und kumulierter Rohstoff- und Energieaufwand. Bezogen auf den gesamten Lebenszyklus fällt die Umweltbilanz des Elektroautos wie folgt aus: Schon 2020 ist neben dem Treibhauspotential auch der kumulierte Energieaufwand beim Elektroauto günstiger als bei Verbrennern. Bezogen auf aquatische Eutrophierung, Versauerung und Feinstaub wird allerdings auch für 2030 eine ungünstigere Bilanz des Elektroautos verglichen mit Verbrennern prognostiziert. In der Prognose für 2050 liegt das Elektroauto dann in allen relevanten Wirkungsbereichen günstiger als der Verbrenner.
Eine Handreichung des Fraunhofer-Instituts für System- und Innovationsforschung (ISI), die im Januar 2020 veröffentlicht wurde und auf Quellen von 2015/16 basiert, stellte die Sachlage etwas abweichend dar: Im Vergleich zu einem konventionellen Pkw habe das Elektroauto zwar Nachteile bei Feinstaubemissionen, Wasserentnahme, Versauerung und Humantoxizität, die vor allem bei der Batterieproduktion entstehen. Vorteile hingegen ergäben sich aber bei Sommersmog, Überdüngung, Flächenbedarf und Treibhausgasemissionen. Hinsichtlich Versauerung sei schon im Jahr 2030 bei Elektroautos ein relativ geringerer Wert als bei konventionellen Antrieben zu erwarten.